# Racovița (Vâlcea)
Racoviţa é uma comuna romena localizada no distrito de Vâlcea, na região de Oltênia. A comuna possui uma área de 58.36 km² e sua população era de 1878 habitantes segundo o censo de 2007.